# NGC 7039
NGC 7039 est un amas ouvert situé dans la constellation du Cygne. Il a été découvert par l'astronome britannique John Herschel en 1829.
Selon la classification des amas ouverts de Robert Trumpler, cet amas renferme moins de 50 (lettre p), dont la concentration est moyennement faible (III) et dont les magnitudes se répartissent sur un intervalle moyen (le chiffre 2),. Le site Lynga considère que cet amas est renferme entre 50 et 100 étoiles (lettre m)  dont la concentration est faible (IV) et dont les magnitudes se répartissent sur un intervalle moyen (le chiffre 2). Lynga indique également que l'amas compte 50 étoiles.

## Observation
Avec une magnitude visuelle de 7,6, l'amas n'est pas visible à l'œil nu, mais on peut l'observer avec des jumelles dont l'ouverture est de 40 à 50 mm ou encore avec un petit télescope.

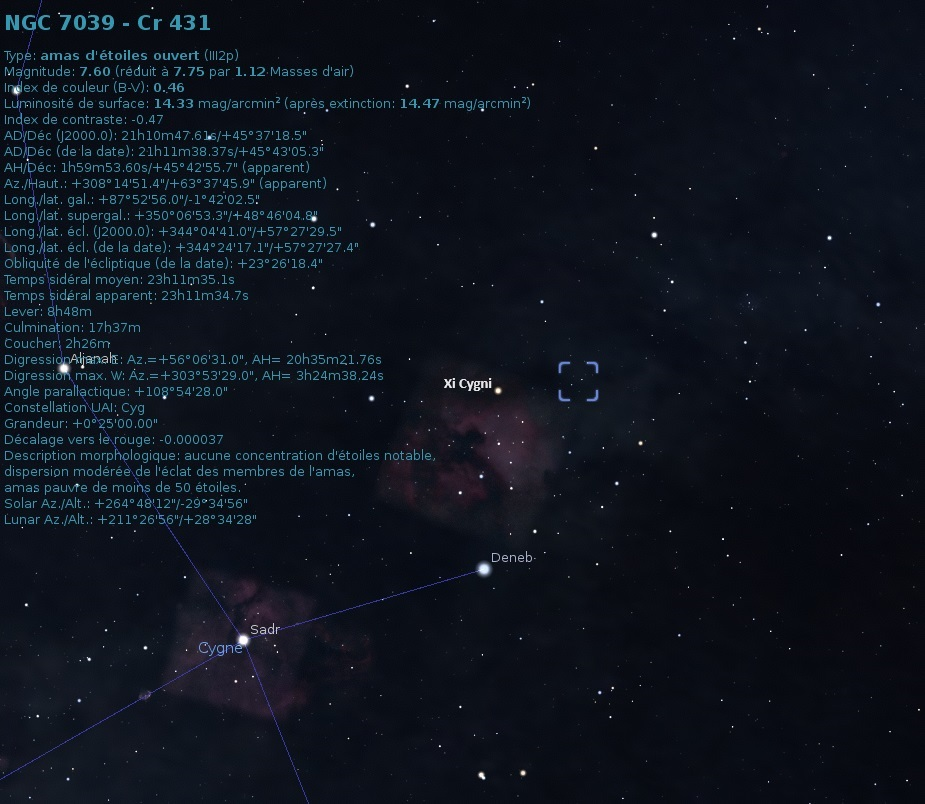
Emplacement de NGC 7039 dans la constellation de Cygne (Stellarium).

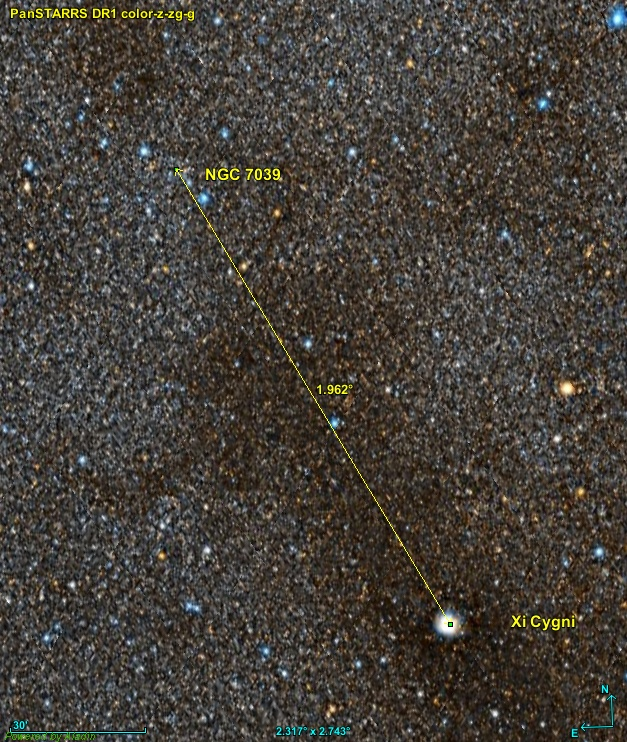
Position de NGC 7039 par rapport à Xi Cygni.

NGC 7039 est situé à environ 2 degrés au nord-est de l'étoile Xi Cygni.

## Caractéristiques
Plusieurs caractéristiques apparaissent sur la base de données Simbad, mais une publication très récente (2023) basée sur les mesures de la parallaxe par le satellite Gaia a permis une mise à jour importante des données. Les données du « GAIA EARLY DATA RELEASE 3 (GAIA EDR3) » ont également permis aux auteurs (Almeida, Monteiro et Dias) de cette publication d'estimer la masse de 773 amas ouverts, dont celle de NGC 7039 qui est de 218 ± 43 {\displaystyle M_{\odot }}.

### Distance et vitesse
Cet amas est à 739 ± 6 pc du système solaire.
À titre indicatif, Simbad indique cinq valeurs de la distance. Les deux plus récentes proviennent aussi des mesures de la parallaxe réalisées par le satellite Gaia : 753 pc et 755 ± 10 pc. Ces valeurs sont semblables à celle d'Almeida.
La taille apparente de l'amas est de 14' ou 15' (14,5 ±0,5'), ce qui, compte tenu de la distance égale à 739 ± 6 pc et grâce à un calcul simple, équivaut à une taille réelle 10,4 ± 0,5 al.
Cinq vitesses sont aussi indiquées sur la base de données Simbad :  −10,59 ± 2,03 km/s, −11,60 ± 0,6 km/s, −8,512 ± 3,275 km/s, −10,59 ± 2,03 km/s et −11,60 ± 0,6 km/s, pour une valeur moyenne de −10,69 ± 1,3 km/s.

### Métallicité
Simbad rapporte une seule valeur de la métallicité égale à 0,091. La valeur indiquée par Almeida est de 0,031 ± 0,051. Selon cette valeur, le pourcentage d'éléments lourds (plus lourd que l'hydrogène et l'hélium) de cet amas serait compris entre 95% et 121% (100,031 ± 0,051) de celui du Soleil.

### Âge
Webda et Lynga indiquent un âge de 66 millions d'années (log10=7,820),. Selon Almeida, cet amas est bien plus jeune, soit 13,3 millions d'années.

## Étoiles
Simbad montre aussi un bouton nommé Children. En cliquant sur ce bouton, on atteint une section de cette base de données qui renferme un tableau contenant 133 entrées pour NGC 7039. Cependant, des étoiles (les Children) peuvent apparaître plusieurs fois dans la deuxième colonne du tableau, d'où le nombre de liens bibliographiques qui est supérieure au nombre d'étoiles. La quatrième colonne de ce tableau indique la probabilité que l'étoile appartienne à l'amas. En cliquant sur le titre de cette colonne, on peut classer la probabilité par ordre croissant ou décroissant. En cliquant sur la désignation de l'étoile, on atteint la page de Simbad qui résume ses propriétés.

### Étoiles variables
En 2011, on a découvert la présence de 42 nouvelles étoiles variables dans NGC 7039 ainsi que six autres étoiles possiblement variables. De ce nombre, 14 sont des binaires à éclipses dont l'une est de type RS Canum Venaticorum, une de type RR Lyrae, deux Céphéides, une de type Beta Cephei, trois de type Delta Scuti, huit variables pulsantes, cinq variables dont les périodes étaient supérieures à la durée de l'observation de 41 jours et huit variables éruptives (variables irrégulières).